# NonVisual Desktop Access
NVDA (NonVisual Desktop Access) je screen-reader určený pro platformu Microsoft Windows. Jako jeden z mála je distribuován zdarma, a to pod GPL licencí (zdrojové kódy jsou převážně v jazyku Python). Projekt založil Michael Curran v roce 2006, vývoje se účastní lidé z celého světa, mimo jiné i z České republiky a Slovenska. Lokalizován je v 15 jazycích včetně češtiny.
Podle průzkumů společnosti WebAIM mezi uživateli screen readerů od roku 2009 do května roku 2012 podíl uživatelů NVDA neustále stoupal. Podle těchto průzkumů 43% uživatelů NVDA běžně používá, 13,7% z nich pak uvádí, že NVDA používají jako primární screen reader. Ve stejném období naopak klesal podíl JAWS, který ale s 64% nadále zůstal nejpoužívanější, jako primární ho používá téměř polovina uživatelů (49.1%).